# یواس‌اس دیوید آر ری (دی‌دی-۹۷۱)
یواس‌اس دیوید آر ری (دی‌دی-۹۷۱) (به انگلیسی: USS David R. Ray (DD-971)) یک کشتی بود که طول آن 529 ft (161 m) waterline; 563 ft (172 m) overall بود. این کشتی در سال ۱۹۷۵ ساخته شد.